# Rohoznice (Pardubicei járás)
Rohoznice település Csehországban, a Pardubicei járásban. Rohoznice Dolany, Osičky, Dobřenice, Pravy és Křičeň településekkel határos. Lakosainak száma 267 fő (2024. január 1.).

## Népesség
A település lakosságának változását az alábbi diagram mutatja:
| Lakosok száma | 317  | 317  | 326  | 284  | 265  | 244  | 256  | 265  | 269  | 267  |
|               | 1869 | 1890 | 1921 | 1950 | 1980 | 2001 | 2017 | 2019 | 2022 | 2024 |